# 1978 en Lorraine
Chronologie de la Lorraine
- 1974
- 1975
- 1976
- 1977
- 1978
- 1979
- 1980
- 1981
- 1982

Cette page est une liste d'événements qui se sont produits durant l'année 1978 en Lorraine.

## Éléments de contexte
- Création du Technopôle de Nancy-Brabois[1]
- Restructuration de la sidérurgie Lorraine[2]. Le Troisième plan acier annonce la suppression de 21 000 emplois.

## Événements

Logo de la Ligue de spéléologie de Lorraine.

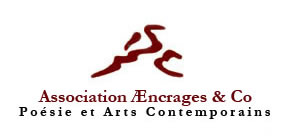
Logo Aencrages & co.

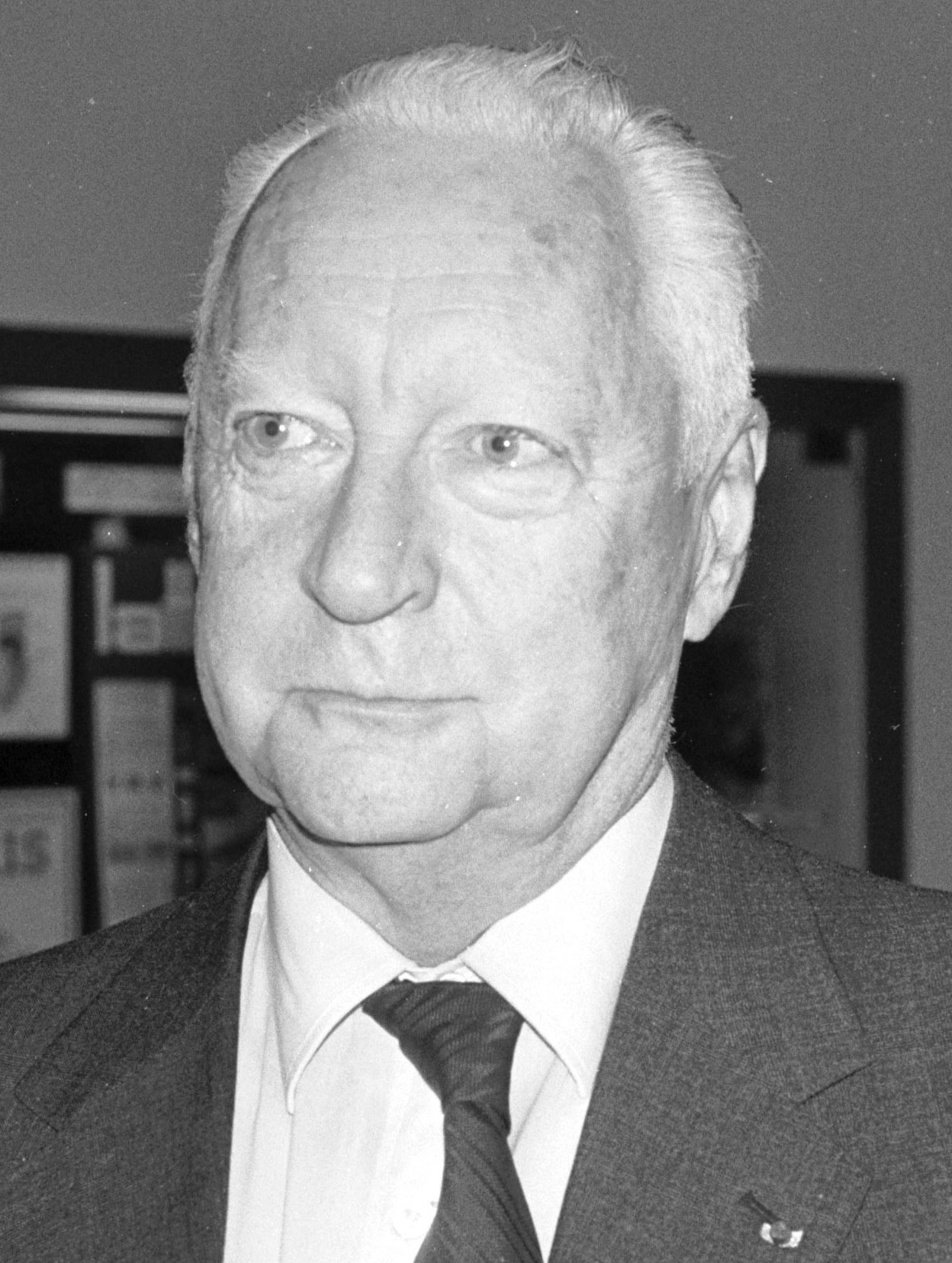
Pierre Messmer.

- La décision d'implantation de la centrale nucléaire de Cattenom est prise par le gouvernement de Raymond Barre[3]. Cette décision a été fortement contestée par le Luxembourg à l'époque. Le chantier des réacteurs de la centrale a débuté en 1979 et s'est terminé en 1991. La centrale a été implantée sur le lieu d'un ancien casernement du 168e régiment d'infanterie, qui était chargé de la défense des ouvrages de la ligne Maginot qui sont situés dans la forêt de Cattenom (ouvrage du Galgenberg, ouvrage du Kobenbusch, ouvrage du Bois-Karre, etc.).
- Bernard Darniche et Alain Mahé remportent le rallye de Lorraine sur une Lancia Stratos[4].
- Fondation de la Ligue spéléologique lorraine[5] (ou LISPEL) est une association lorraine à but non lucratif œuvrant dans le domaine de la spéléologie et du canyonisme.
- Fermetures, de la Mine de Saint-Pierremont, de la Mine de Giraumont, de la Mine de Godbrange et de la mine Kraemer à Volmerange-les-Mines [6].
- Fondation de l'association des Amis du Vieux Fontenoy à Fontenoy-le-Château[7].
- Fondation de la Société d'art et d'histoire Louis Français à Plombières-les-Bains.
- Création de l'  Association des mycologues pharmaciens (AMYPHAR) à Nancy[8].
- Fondation de la société Æncrages & Co, maison d'édition associative fondée par l’auteur Roland Chopard, à Bois-de-Champ (Vosges) avec pour but la « promotion de la poésie et de l'art contemporain » à travers l'édition, mais également l'organisation d'expositions ou de performances. Elle a déménagé à Baume-les-Dames (Franche-Comté) depuis 2004.
- Sont élus députés de la Meurthe-et-Moselle pour la sixième législature de la cinquième république : Claude Coulais, UDF; Antoine Porcu, élu de la 7e circonscription entre 1978 et 1981; Colette Goeuriot, membre du parti communiste français, élue dans la 6e circonscription;  André Rossinot;  Yvon Tondon, socialiste.
- Est élu député de la Meuse : Claude Biwer, de l'Union pour la démocratie française, élu dans la 2e circonscription.
- Sont élus députés de la Moselle pour la sixième législature : Jean-Éric Bousch : député de la 6e circonscription de la Moselle; Henri Ferretti, député UDF de la circonscription de Thionville jusqu'en 1981; Jean Laurain; Pierre Messmer, élu dans la 8e circonscription; Julien Schvartz, réélu dans de la 5e circonscription de la Moselle et Jean Seitlinger : réélu .
- Sont élus députés des Vosges :  Philippe Séguin; Christian Pierret; Gérard Braun et Hubert Voilquin.
- Tournage à Villerupt de Louise Michel : la vierge rouge, téléfilm de Michel Guillet[9],[10].
- Tournage à Metz du film Judith Therpauve de Patrice Chéreau[11].

- Février : création du plan Vosges par l'état qui vient en aide aux activités traditionnelles et réalise des routes pour désenclaver la région[1].
- 13 mai : l'ASNL remporte la coupe de France de football[12] 1 but à zéro contre l'équipe de Nice, c'est Platoche qui a marqué le but[1]. L'équipe est composée de Jean-Michel Moutier, Jacques Perdrieau remplacé à la 79ème minute par Jean-Pierre Raczynski, Pierre Neubert, Carlos Curbelo, Jean-Claude Cloët, Bernard Caron, Philippe Jeannol, Francisco Rubio, Olivier Rouyer, Michel Platini (capitaine), Fathi Chebel; Antoine Redin étant entraîneur. Seul Michel Platini est autorisé à monter à la tribune pour brandir la coupe, le protocole a changé depuis[13].
- 30 mai : Agache-Willot reprend les activités du groupe Boussac (entreprise) mis en faillite[1].
- juin 1978 : première édition du Livre sur la place à Nancy[1].
- Août 1978 : Fabienne Entringer est élue reine de la mirabelle[14].
- 11 décembre : annonce du troisième plan acier qui prévoit 8500 suppression d'emplois à Longwy et 12500 chez Usinor[1].
- 19 décembre : grand rassemblement intersyndical réunissant vingt mille personnes à Longwy[15] (30 000 selon Laurent Martino[1]), marquant le début des évènements sociaux de 1978–1979.

## Inscriptions ou classements aux titre des monuments historiques

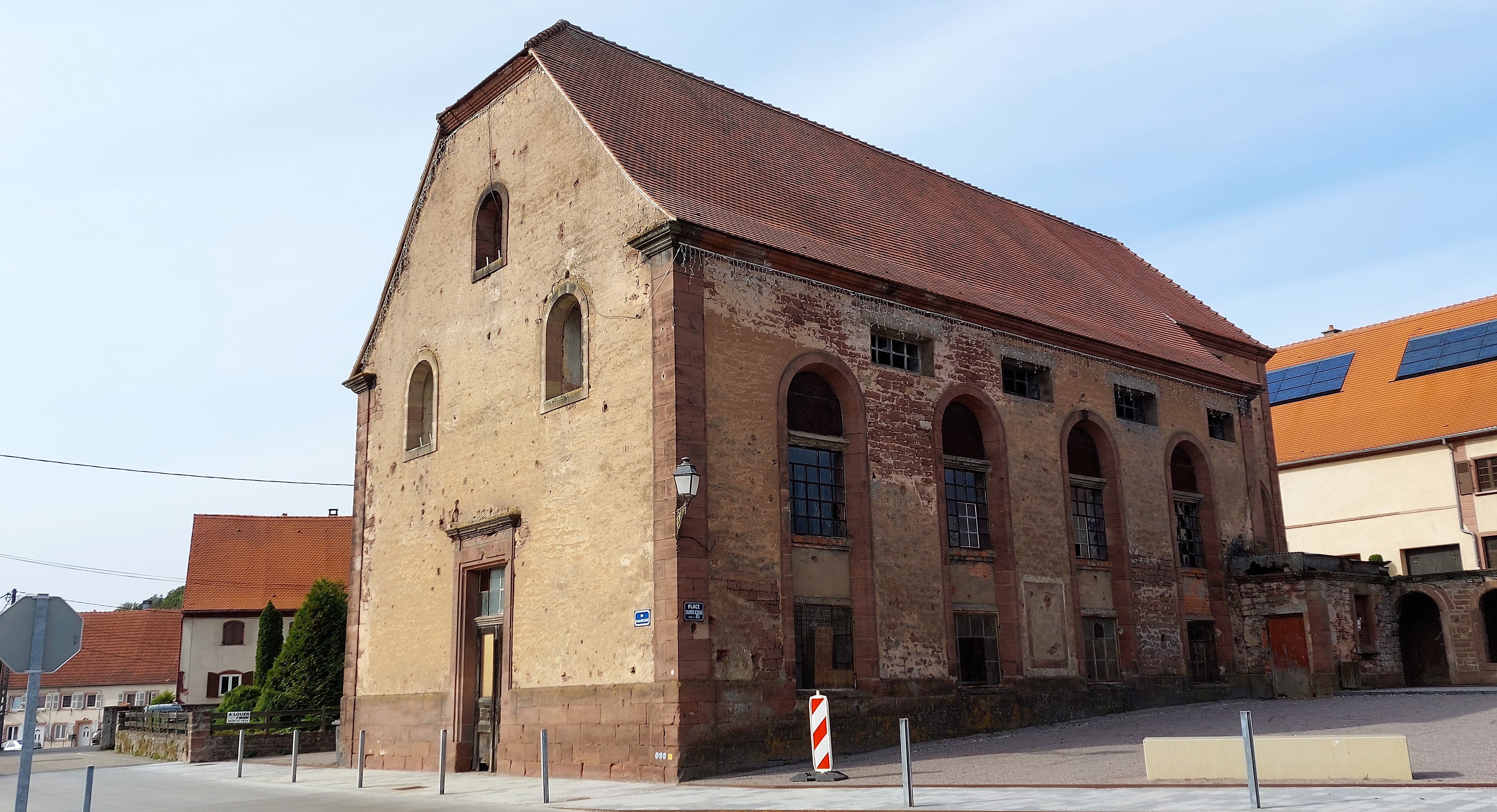
Goetzenbruck, Chapelle des verreries.

- En Moselle : Chapelle des Verreries de Goetzenbruck[16]; Abbatiale Sainte-Glossinde à Metz[17]
- En Meuse : Pont-écluse Saint-Amand de Verdun[18]
- Dans les Vosges : Scierie de la Hallière[19]

## Naissances

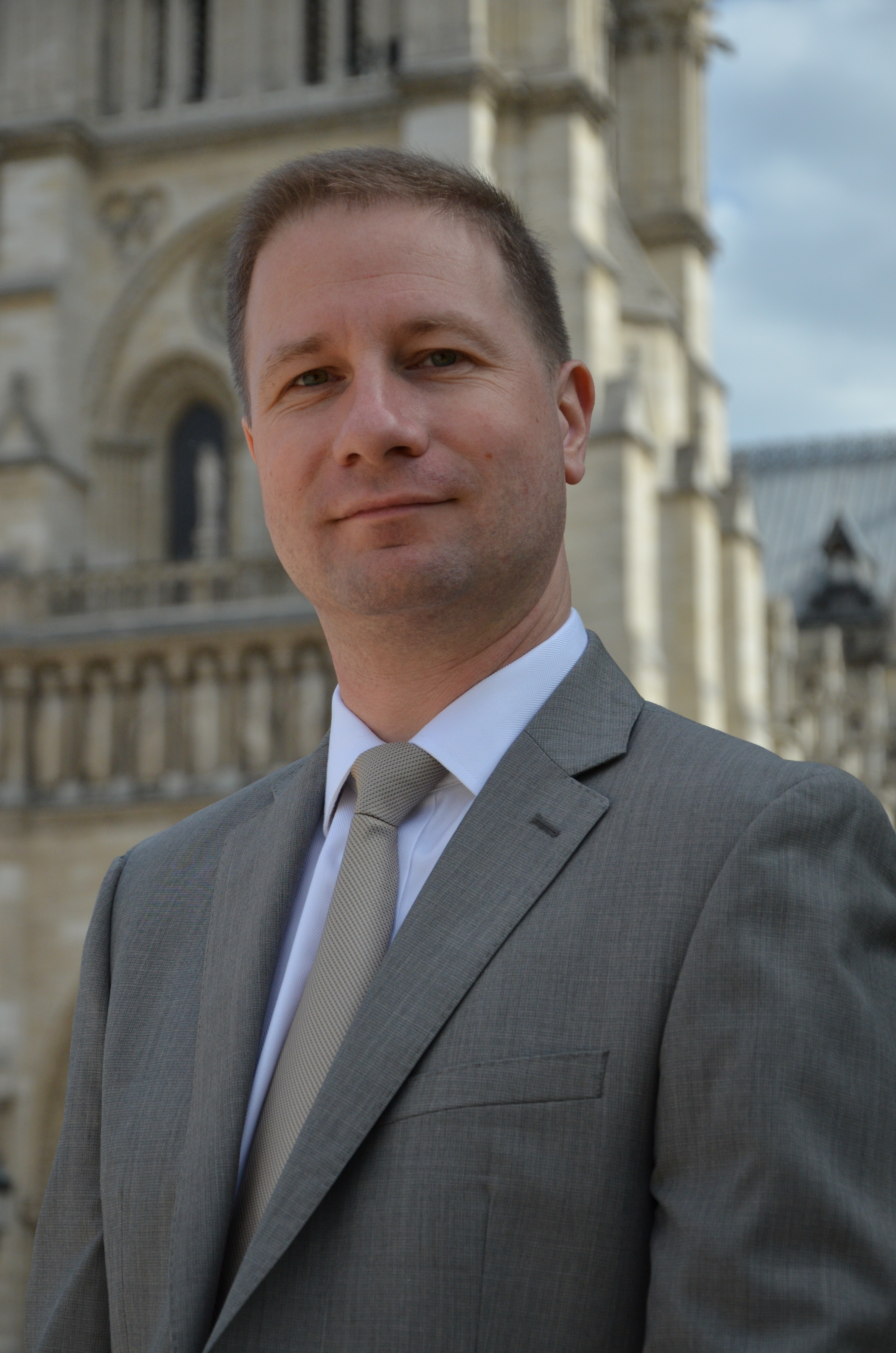
Johann Vexo.

- Sophie Brunn,  née en 1978 à Metz (Lorraine), journaliste française sur la chaîne publique France 2.
- Claire Burger, née en 1978 à Forbach[20],  réalisatrice et scénariste française de cinéma.
- Ann Loubert, née en 1978 à Remiremont, artiste peintre et dessinatrice franco-suisse.
- à Nancy : 
  - Lætitia Tura, photographe et réalisatrice française. Elle vit et travaille à Saint-Denis. Son travail se concentre sur les frontières et les parcours migratoires.
  - Johann Vexo, organiste français. Il est titulaire du grand orgue de la cathédrale de Nancy et organiste de chœur de Notre-Dame de Paris.
- 2 février à Mont-Saint-Martin : Olivier Mutis, joueur français de tennis professionnel. Il a remporté le tournoi junior de Wimbledon en 1995.
- 16 février à Pont-à-Mousson : Nicolas Florentin, footballeur français évoluant au poste de milieu offensif.
- 12 mars à Épinal : Laurent Claudel, athlète français spécialiste du 400 mètres.
- 31 mars à Creutzwald : Cindy Sandmeier, dite Cindy Sander, chanteuse française.
- 1er avril à Saint-Dié-des-Vosges : Sabrina Enaux, coureuse cycliste française spécialiste de VTT cross-country et VTT-marathon.
- 11 avril à Remiremont : Marie Gaspard, kayakiste française pratiquant le slalom.
- 3 mai à Nancy : Jérôme Bottelin, footballeur français . Cet ailier droit a joué principalement à Nancy et à Raon-l'Étape.
- 23 mai à Metz : Jonathan Jäger, footballeur français.
- 1er juin à Nancy : Pierre Lefèbvre de Ladonchamps[21], ayant pour nom de scène Pierre Deladonchamps, acteur français.
- 2 juin à Épinal : Nicolas Mathieu[22], écrivain français. Son roman Leurs enfants après eux, publié en 2018, est récompensé par le prix Goncourt la même année[23]. Son œuvre aborde les conséquences de la désindustrialisation sur la classe ouvrière française.
- 3 juillet à Metz : Laëtitia Gravier , joueuse de football internationale française.
- 12 juillet à Remiremont : Hélène Georges, illustratrice et auteure de bande dessinée française.
- 30 juillet à Metz : Delphine Guehl, joueuse internationale française de handball, qui évoluait au poste d'ailière gauche.
- 5 août à Forbach : Samuel Hocevar, développeur informatique français, principalement dans le domaine du jeu vidéo et du logiciel libre.
- 22 août à Laxou : Nicolas Osseland, patineur artistique français. Après une carrière individuelle, il effectue une carrière en couple, aux côtés de deux partenaires : Sabrina Lefrançois de 1995 à 1998 avec qui il a participé aux Jeux olympiques d'hiver de 1998 à Nagano, et Marie-Pierre Leray de 2000 à 2002.
- 25 septembre à Nancy : Julia Vidit, actrice et metteuse en scène de théâtre[24] française.
- 19 octobre à Thionville : Cédric Moulot, restaurateur français établi à Strasbourg en Alsace.
- 25 octobre à Saint-Dié-des-Vosges : Nadia Triquet-Claude, coureuse cycliste française spécialiste de cyclo-cross.
- 30 octobre à Metz : Benoît Anton[25],[26],[27],[28],[29],[30], est un auteur-compositeur-interprète[31],[27] français.
- 12 novembre à Creutzwald : Samuel Theis, acteur et réalisateur[32] français[33].
- 22 novembre à Nancy : Laureline Mattiussi, autrice de bande dessinée française.
- 20 décembre à Metz : Bouabdellah Tahri, dit Bob Tahri, athlète français d’origine algérienne. Ses deux parents sont algériens (source IAAF). Naturalisé français par déclaration à l’âge de 18 ans. C'est un spécialiste des courses de demi fond.
- 21 décembre à Nancy : Antoine Genton[34], est un journaliste français.

## Décès
- 10 août à Golbey (Vosges) : Jean Leroy né le 31 mars 1887 à Charmois-l'Orgueilleux (Vosges), homme politique français. Il fut député du département des Vosges de 1936 à 1942[35].
- 23 août à Longuyon : Robert Drapier, né le 25 février 1912 dans la même ville, homme politique français.
- 26 novembre à Algrange : Oswaldo Minci, né le 13 avril 1924 à Algrange dans le département de la Moselle, footballeur français.